# Steven Underhill

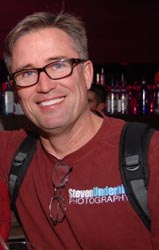
Steven Underhill

Steven Underhill (* 1962) ist ein international anerkannter Landschafts- und Porträtfotograf. Nach dem Studium an der University of California in Los Angeles (UCLA) begann er in „Wine Country“, Kalifornien, mit dem Motiv der vom Weinanbau geprägten Landschaft seine Karriere. Anschließend orientierte er sich stärker Richtung Porträt-Fotografie und erlebte hier mit mehreren Fotobuchveröffentlichungen seine großen Erfolge. 
Steven Underhill konzentriert sich dabei auf Schwarz-weiß-Porträts uramerikanischer Jungs und gehört zu den Klassikern schwuler Fotokunst. Die typische Underhill-Atmosphäre fängt den kalifornischen Lebensstil „Pursuit of Happiness“ („Glücksjagd“) ein und spiegelt ebendiesen in den Modellen.

## Veröffentlichungen
- Photos of Jeff (1996)
- Straight Boys (1997)
- twins (1999)
- boy next door (2000)
- happy2gether (2003)
- Straight Boys Volume 2 (2004)
- Rassle (2006)